# Municipio de Shores
El municipio de Shores (en inglés: Shores Township) es un municipio ubicado en el condado de Franklin en el estado estadounidense de Arkansas. En el año 2010 tenía una población de 9 habitantes y una densidad poblacional de 0,13 personas por km².

## Geografía
El municipio de Shores se encuentra ubicado en las coordenadas 35°40′21″N 93°57′6″O / 35.67250, -93.95167. Según la Oficina del Censo de los Estados Unidos, el municipio tiene una superficie total de 69.4 km², de la cual 69,25 km² corresponden a tierra firme y (0,22 %) 0,15 km² es agua.

## Demografía
Según el censo de 2010, había 9 personas residiendo en el municipio de Shores. La densidad de población era de 0,13 hab./km². De los 9 habitantes, el municipio de Shores estaba compuesto por el 100 % blancos. Del total de la población el 0 % eran hispanos o latinos de cualquier raza.